# Onsen

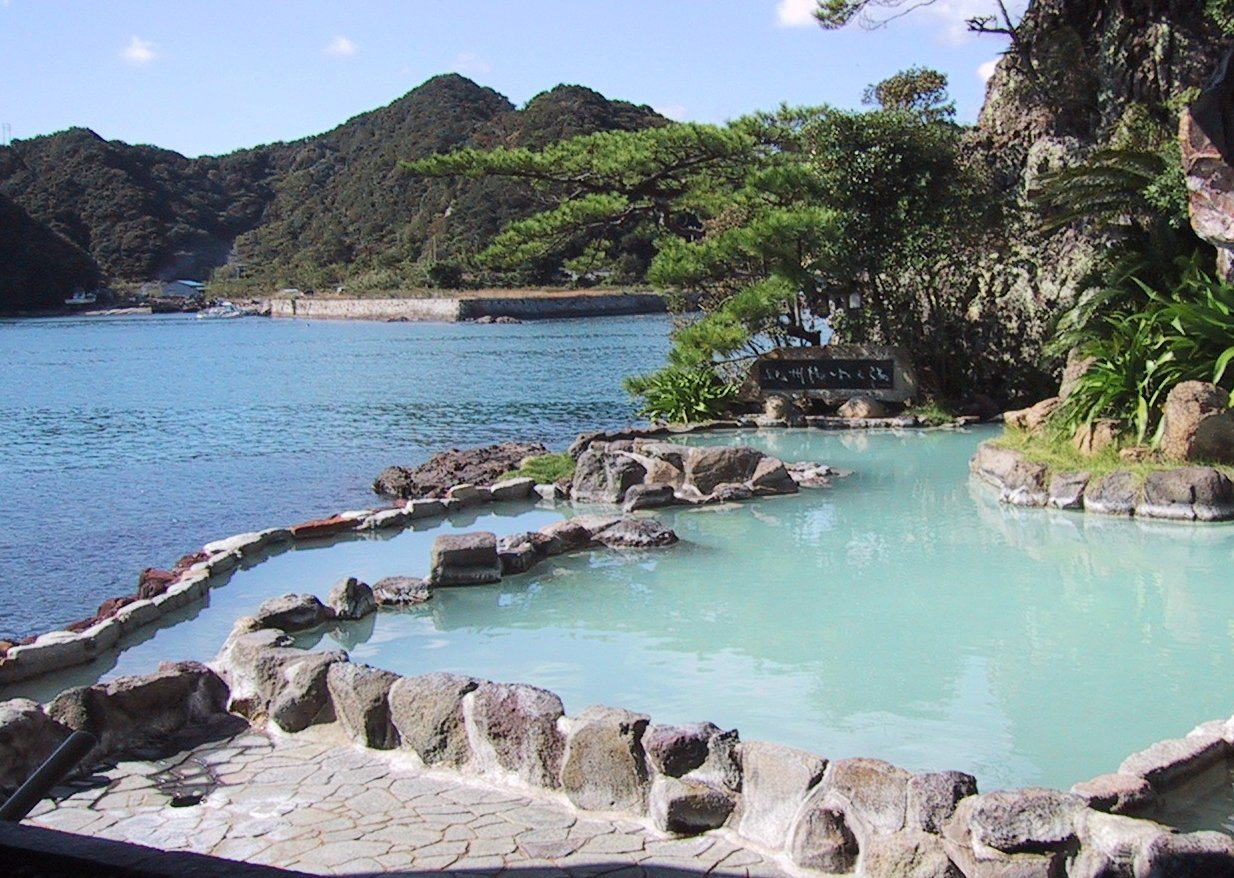
Onsen a céu aberto

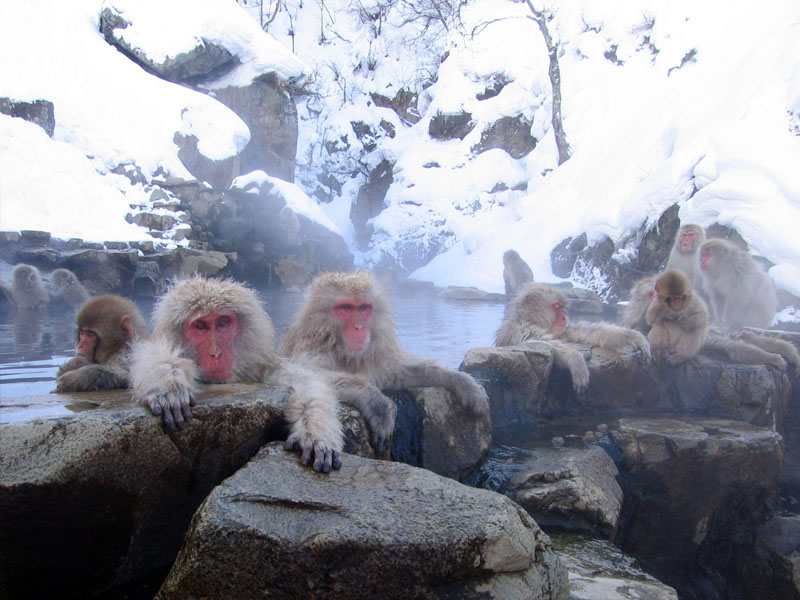
Jigokudani

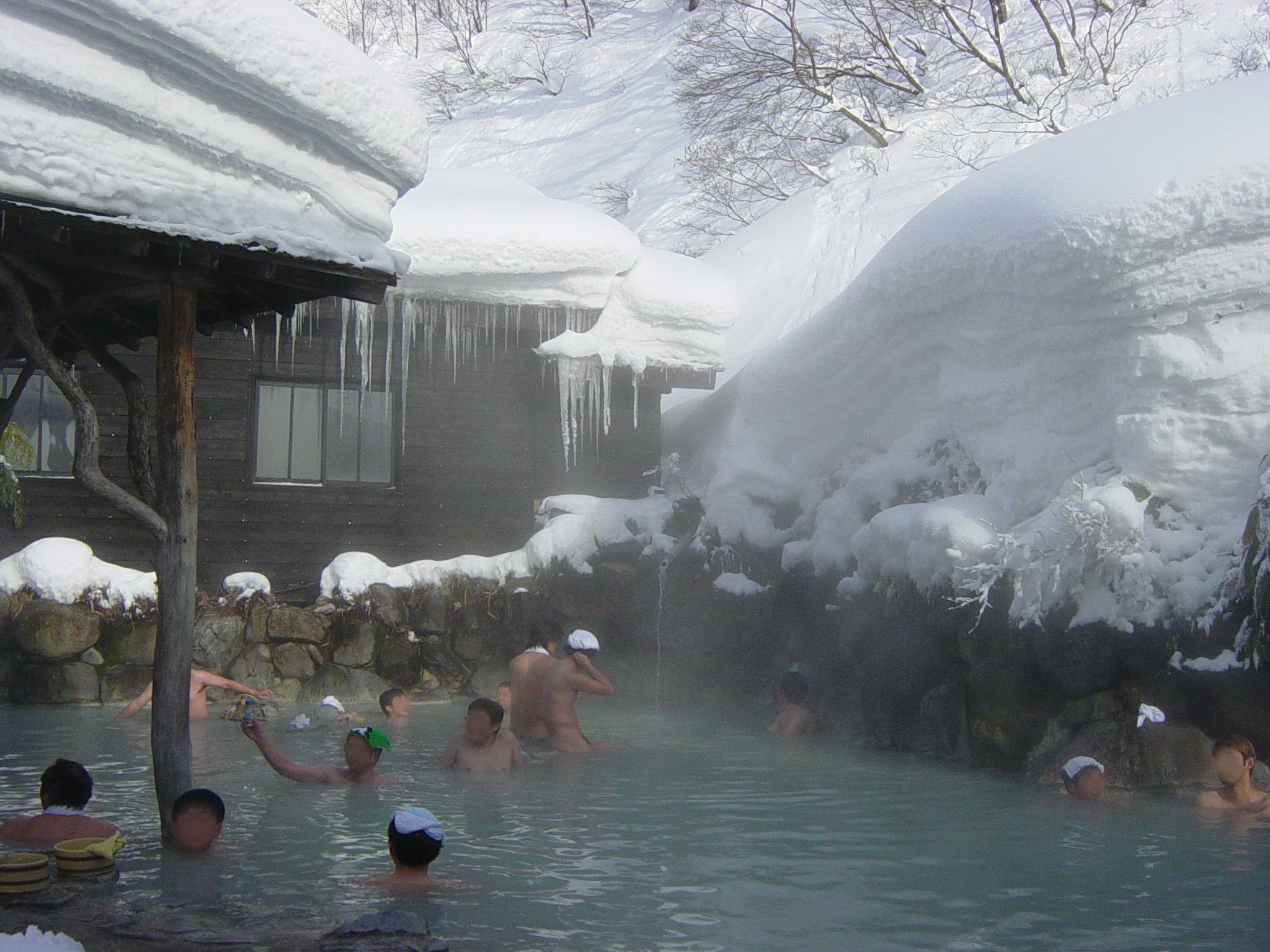
Pessoas frequentando o onsen Tsuru-no-yu na província de Akita

Onsen (温泉) é o termo japonês para Águas termais, além das casas de banho e hospedarias típicas que as circundam. Devido ao Japão ser um país com atividade vulcânica ativa ele possui diversos onsens. Diferente do Ocidente, onde são classificadas como termais as águas com temperatura superior a 21 °C, no Japão essa classificação é atribuída apenas a partir dos 25 °C.

## Etiqueta Onsen

### Limpeza
Num onsen, tal como num sento, os visitantes devem lavar o corpo e secar-se antes de entrar na água quente. Os banhos interiores disponibilizam pequenos bancos para os visitantes aí se sentarem e tomarem uma ducha.

### Vestes
Muitos onsen tradicionais no Japão rural têm regras que proíbem o uso de vestes no banho, argumentando que tornam a limpeza mais difícil. Nas cidades, alguns onsen encorajam o uso de fatos de banho (como yukata), em especial nos banhos mistos.

### Toalhas
Os visitantes usam geralmente uma pequena toalha-avental. Alguns permitem a imersão da toalha, outros proíbem-na. É frequente ver os japoneses com as toalhas dobradas sobre a cabeça.

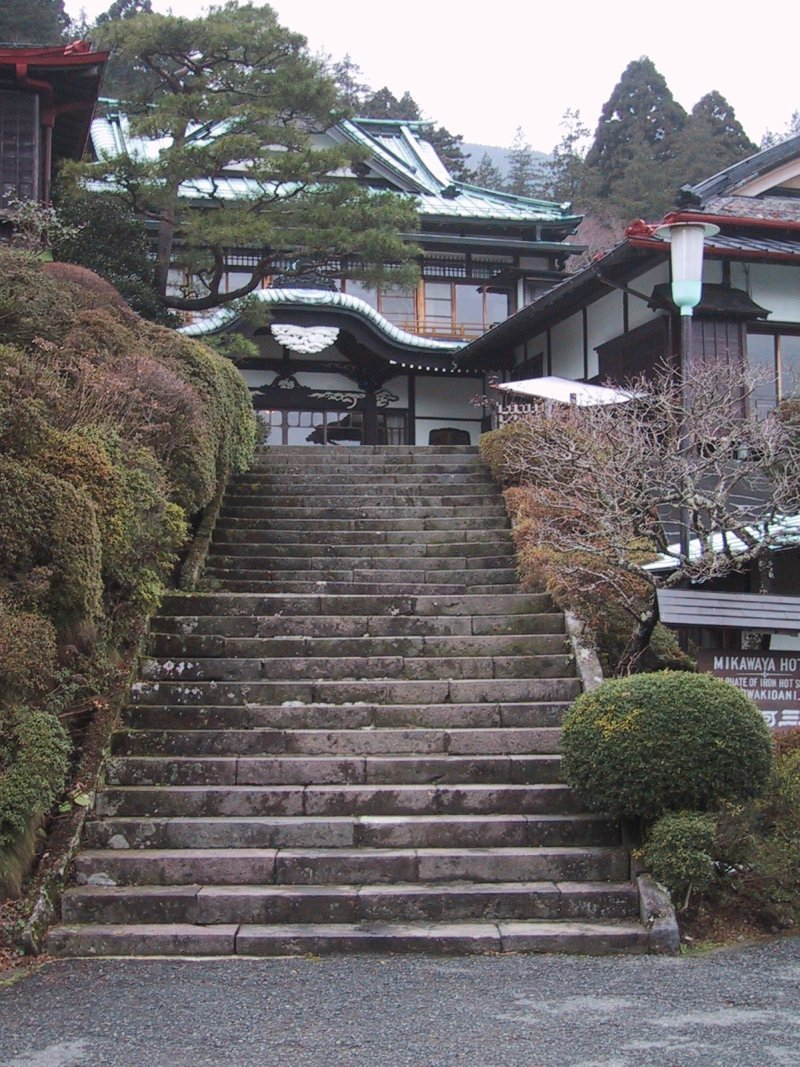
Entrada para um onsen em Hakkone

### Ruído
Os onsen são geralmente considerados um refúgio da conturbada vida estressante que os japoneses levam, de modo que o ambiente é calmo e relaxante. É frequente a representação do monte Fuji nas paredes, o que, segundo a tradição, encoraja a calma e a meditação.